# جون والاس
جون والاس (30 مارس 1924 في جنوب أفريقيا - 15 سبتمبر 2008) (بالإنجليزية: John Wallace)‏ هو لاعب كريكت جنوب أفريقي. شارك مع منتخب روديزيا للكريكت ‏.

## وصلات خارجية
- جون والاس على موقع إي آس بي آن كريك إنفو (الإنجليزية)